# Pourtalesia heptneri
Pourtalesia heptneri is een zee-egel uit de familie Pourtalesiidae.
De wetenschappelijke naam van de soort werd in 1978 gepubliceerd door Alexander Mironov.